# Bandiera rom

Bandiera rom

La bandiera rom, in lingua romaní O styago le romengo, è la bandiera internazionale  del popolo rom, uno dei pochi simboli ufficiali di unità per questa minoranza etnica.

## Descrizione
La bandiera è costituita da due strisce orizzontali, la superiore azzurra e l'inferiore verde, che rappresentano il cielo e la terra. Al centro campeggia una ruota raggiata rossa, che rappresenta il continuo migrare dei Rom. Tale ruota è simile a quella presente sulla bandiera indiana, luogo d'origine di questa popolazione, sebbene in quest'ultima essa rappresenti piuttosto un chakra che una ruota vera e propria.

### Versioni
Il design della bandiera ha influenzato il simbolismo di altre organizzazioni e comunità rom. In particolare, l'ormai scomparso Stranka Roma Hrvatske (Partito dei Rom della Croazia) usava una bandiera con un campo superiore blu scuro e un chakra d'oro.

## Storia
La bandiera è il segno distintivo della comunità rom diffusa in tutto il pianeta. Come tale fu usata durante i funerali del cantante dell'Andalusia di flamenco Camarón de la Isla, la cui bara fu coperta da questa bandiera